# Райс Еммануїл
Райс Еммануї́л (Rais; 1909 — 1981), літературний критик, перекладач і есеїст (переважно в ділянці філософії й естетики) єврейського походження.
Народився в Хотині (тепер Чернівецької області України); студіював право й літературу в Бухарестському й Паризькому університетах (1934—1940); у 1942 — 45 учасник французького Руху Опору; мешкав у Парижі. Знавець багатьох мов і літератур, Райс є визнавцем єдиного роду літературної творчості — лірики. Від 1945 Райс опублікував велику кількість статей і розвідок головним чином з французької, російської й української літератур. Зацікавлення Райса українською поезією припадає на середину 1950-х років; відтоді він опублікував низку статей (головним чином в «Українській літературній газеті» та журналі «Сучасність») про М. Драй-Хмару, В. Свідзінського, Е. Андієвську, про модерну поезію на еміграції й в УРСР (зокрема про шестидесятників); крім того, есеї філософсько-естетичного й публіцистичного характеру: «Про стиль і відсутність стилю», «Правий і лівий умонастрій у літературі та мистецтві», «Естетика й етика», «Присмерк інтелігенції» і багато інших. Французькою мовою за редакцією і з передмовою Райса вийшла антологія нової української поезії «L'Ukraine, cette inconnue» (1967).